# Al Baree'
Al Baree' (àrab: البرئ, Al-barīʾ, ‘L'innocent’) és un llargmetratge egipci dirigit per Atef al-Tayyeb, estrenat el 15 d'agost de 1986 i protagonitzat per Ahmed Zaki, Gamil Ratib i Mahmoud Abdel Aziz.

## Trama
Ahmed Sabe' El Leil (Ahmed Zaki), un jove granger que lluita, és retratat a la pel·lícula complint el seu any de reclutament. Com a resultat de la seva punteria, és escollit com a guàrdia de la presó. A la presó es troba amb els presos polítics que són tractats de manera inhumana. Segueix les ordres de torturar i humiliar els presoners, i fins i tot fer execucions, camions plens d'estudiants universitaris que van participar en els disturbis del pa egipci de 1977 són portats a aquesta presó, entre ells hi ha el seu vell amic de la poble, Hussein Wahdan. A través de Hussein, el jove guàrdia descobreix com d'opressiu i corrupte és el govern, i Ahmed es nega a torturar Hussein. A l'escena final, censurada a Egipte, l'Ahmed obre foc indiscriminadament contra els oficials i els seus companys d'armes fins que mor a trets quan arriba un nou camió ple d'estudiants amotinats.